# Antonina Leonardovna Rževskaja
Antonina Leonardovna Rževskaja (in russo Антонина Леонардовна Ржевская?; Ržev, 24 febbraio 1861 – Tarusa, 15 luglio 1934) è stata una pittrice russa.

## Biografia
Nata in una famiglia nobiliare impoverita, dopo la morte del padre Antonina Rževskaja si trasferì con la madre a Tver', dove frequentò la scuola locale prima di immatricolarsi in un ginnasio moscovita. Per aiutare a mantenere la famiglia svolse piccoli lavori in una casa editrice. Nel 1880 cominciò a seguire le lezioni della Scuola di pittura, scultura e architettura di Mosca, all'epoca diretta da Vladimir Egorovič Makovskij.
Successivamente proseguì gli studi privatamente sotto la supervisione di Nikolaj Avenirovič Mart'ov e dal 1890 cominciò a esporre le proprie opere. Nel 1893 tenne una grande mostra nella galleria d'arte di Koz'ma Soldatënkov, che la aiutò anche a trovare studenti.
Nel 1897 prese parte alla mostra per il venticinquesimo anniversario dei Peredvižniki e il suo quadro "Un momento allegro" fu acquistato da Pavel Michajlovič Tret'jakov; Rževskaja ed Emiliya Shanks furono le uniche due donne a lavorare con i Peredvižniki.
Moglie di Nikolai Fyodorovich Rževskaj, all'inizio della prima guerra mondiale si trasferì a Tarusa con la moglie e il genero, l'artista Vasilij Alekseevič Vatagin. Nel 1920 fondò insieme a Nikolaj Alekse'evič Kasatkin una scuola d'arte per bambini malati e cominciò a fare volontariato in un sanatorio vicino a Chimki, che decorò con degli affreschi.

## Galleria d'immagini

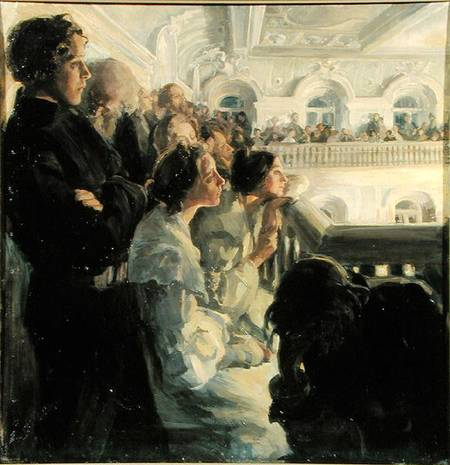
Musica (1902-1903)
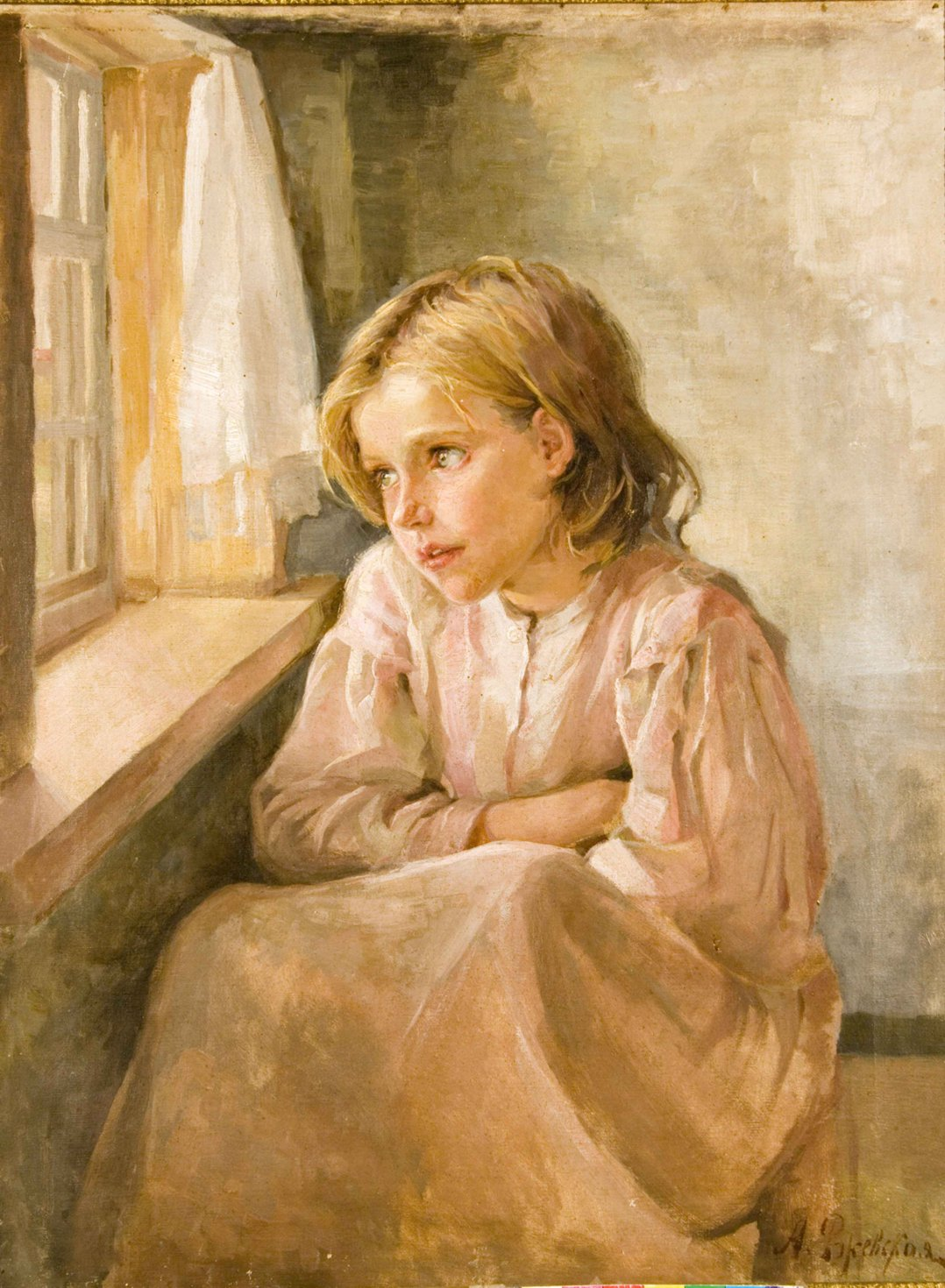
Bambina alla finestra (1930 ca.)
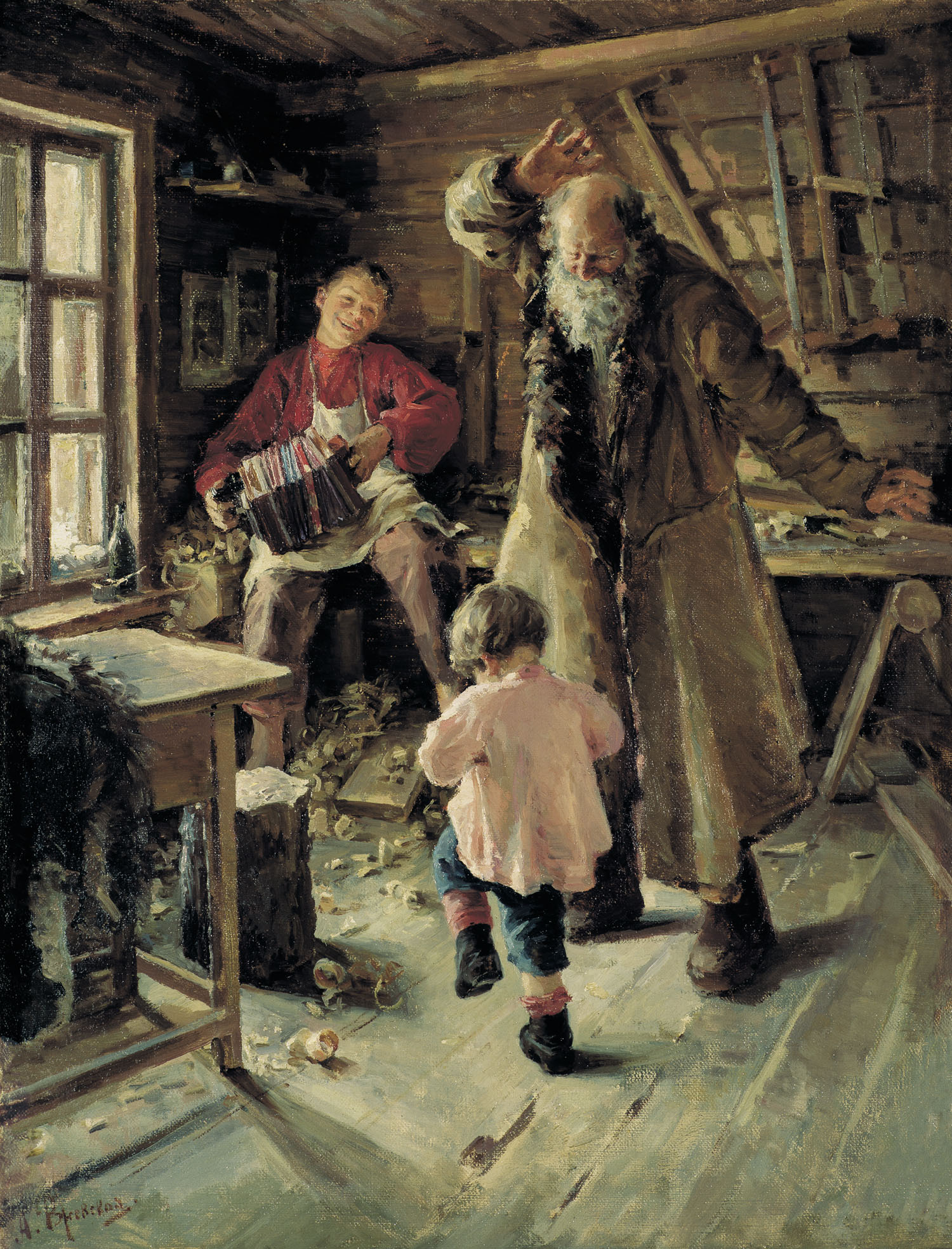
Un momento allegro (1897)